# Les Yeux de Satan
Pour plus de détails, voir Fiche technique et Distribution.
Les Yeux de Satan (Child's Play) est un film américain réalisé par Sidney Lumet et sorti en 1972. Il s'agit d'une adaptation de la pièce de théâtre du même nom de Robert Marasco.

## Synopsis
Paul Reis est un jeune professeur de sport. Il enseigne dans l'établissement scolaire d'un pensionnat religieux pour garçons où il fut autrefois un élève. Il retrouve un de ses anciens professeurs, monsieur Dobbs, et fait connaissance avec un autre enseignant, M. Malley, beaucoup plus froid et étrange, redouté par les écoliers. Très vite, de violents incidents éclatent entre eux et bouleversent le quotidien de l'école. Reis suspecte Mailley d'être à l'origine de leur changement de comportement.

## Fiche technique
Sauf indication contraire, les informations mentionnées dans cette section peuvent être confirmées par la base de données cinématographiques IMDb,  présente dans la section « Liens externes ».
- Titre français : Les Yeux de Satan ou Jeux sanglants[1]
- Titre original : Child's Play
- Réalisation : Sidney Lumet
- Scénario : Leon Prochnik, d'après la pièce de théâtre du même nom de Robert Marasco
- Musique : Michael Small
- Photographie : Gerald Hirschfeld
- Montage : Joanne Burke & Edward Warschilka
- Production : David Merrick
- Société de production et distribution : Paramount Pictures
- Pays de production :  États-Unis
- Langue originale : anglais
- Format : Couleurs — 35 mm — 1,85:1 — Son : Mono
- Genre : Drame, thriller
- Durée : 100 minutes
- Dates de sortie : 
  - États-Unis : 12 décembre 1972
  - France : 8 janvier 1975[1]

## Distribution
- James Mason : Jerome Malley
- Robert Preston : Joseph Dobbs
- Beau Bridges : Paul Reis
- Ron Weyand : le Père Frank Mozian
- David Rounds : le Père George Penny
- Charles White : le Père William Griffin
- Kate Harrington : Mme Carter
- Tom Leopold : Shane
- Paul O'Keefe : Freddie Banks
- Christopher Man : Travis
- Jamie Alexander : Sheppard
- Brian Chapin : O'Donnell
- Bryant Fraser : Jennings
- Mark Hall Haefeli : Wilson
- Julius Lo Iacono : McArdle
- Robert D. Randall : Medley

## Distinctions

### Nominations
- NYFCC Awards
  - Meilleur acteur pour James Mason